# Opius hollisterensis
Opius hollisterensis är en stekelart som beskrevs av Fischer 1964. Opius hollisterensis ingår i släktet Opius och familjen bracksteklar. Inga underarter finns listade i Catalogue of Life.